# Aeroporto di Ghardaïa-Noumérat - Moufdi Zakaria
L'Aeroporto di Ghardaïa-Noumérat - Moufdi Zakaria (IATA: GHA, ICAO: DAUG) (in araba: مطار النوميرات - مفدي زكريا), definito come internazionale dalla Service d'Information Aéronautique, è un aeroporto algerino situato nella parte settentrionale del Paese a 15 km a sud est di Ghardaïa, capoluogo della provincia omonima.
La struttura è dotata di una pista di conglomerato bituminoso lunga 3100 m e larga 60 m, l'altitudine è di 461 m, l'orientamento della pista è 12/30 ed è aperta al traffico commerciale 24 ore al giorno.
La struttura è intitolata a Moufdi Zakaria, poeta algerino e autore dell'inno nazionale Qassaman composto durante la prigionia nel 1956.
L'aeroporto è servito dalla compagnia aerea Air Algérie.